# محمد بن عبد الله بن سعيد آل زلفة
محمد بن عبد الله بن سعيد آل زلفة أكاديمي وباحث ومؤرخ ومترجم سعودي، وُلد سنة 1944 بقرية المراغة في محافظة أحد رفيدة في منطقة عسير في جنوب السعودية.وعمل عضواً في مجلس الشورى السعودي لثلاث دورات من عام 1998م إلى عام 2009م.

## العمل
عمل أستاذاً معيداً بجامعة الملك سعود.

## المؤهلات العلمية
- دكتوراة في التاريخ الحديث من جامعة كامبريدج، بريطانيا 1988 م.
- ماجستير في التاريخ الحديث من جامعة كنساس، الولايات المتحدة الأمريكية.
- بكالوريوس في التاريخ الحديث، جامعة الملك سعود.

## المؤلفات
| م  | الكتاب | سنة النشر | ملاحظات |
| -- | --- | --------- | --- |
| 1  | ذاكرة الامة | 1992م     | [ 2 ] |
| 2  | تطور الأوضاع السياسية في جنوب غرب الجزيرة العربية إمارة أبي عريش وعلاقتها بالدولة العثمانية 1254-1265هـ-1838-1849م     | 1996م     | |
| 3  | المراغة السكان وقصر النائب                                                                                             | 2002م     | |
| 4  | أيام في جازان | 2012م     | |
| 5  | سيرة حياة | 2012م     | [ 3 ] |
| 6  | سلطان الخير وعسير الوفاء                                                                                               | -----     | |
| 7  | لماذا المرأة؟ | 2013م     | طبعة ثانية |
| 8  | علاقة عسير والحجاز ونجد واليمن بالإمبراطورية العثمانية 1872-1840م                                                      | 2013م     | طبعة ثانية. |
| 9  | دعوة الشيخ محمد بن عبدالوهاب وتأثيرها على مقاومة بلاد عسير ضد الحكم العثماني - المصري من عام 1226-1255هـ / 1811-1840م  | 2013م     | الكتاب في أصله رسالة ماجستير. |
| 10 | التجهيزات العسكرية أثناء ضم منطقة القصيم لحكم الملك عبدالعزيز في عام 1321 - 1322هـ - في ضوء وثائق تكشف لأول مرة        | 2014م     | اشتمل الكتاب على أسماء المحاربين وأسماء المدن والقرى والقبائل التي ينتمون إليها. وتضمن عدداً من الخطابات والمراسلات الوثائق. |
| 11 | لمحات عن العمارة التقليدية في منطقة عسير                                                                               | ----      | |
| 12 | مفاوضات الملك عبدالعزيز حول الحدود الشمالية والشمالية الغربية للمملكة العربية السعودية في يوميات وتقارير جيلبرت كليتون | 2014م     | |
| 13 | سيرة حياة الدكتور محمد بن عبدالله اَل زلفة (الجزء الأول)                                                                | 2014م     | |
| 14 | عسير في عهد الملك عبدالعزيز                                                                                            | 2014م     | الكتاب الدور الذي قامت به منطقة عسير في بناء الدولة السعودية الحديثة. |
| 15 | المنطقة الجنوبية في قلب عبدالله                                                                                        | 2015م     | [ 8 ] |
| 16 | دفتر زكاة بلاد بني شهر لعام 1359هـ                                                                                     | ----      | |
| 17 | بيان عن العلاقات بين المملكة العربية السعودية والإمام يحي حميد الدين 1345-1353هـ 1925-1934م                            | 2015م     | |
| 18 | الإصلاحات العمرانية - في الولايات العربية في عهد السلطان عبدالحميد الثاني على ضوء الوثائق والصور الفوتوغرافية          | 2015م     | |
| 19 | الرياض في عهد الإمام فيصل بن تركي -كما وصفها الرحالة بلجريف في عام 1862م                                               | 2015م     | |
| 20 | ملخصات مختارة من وثائق منطقة عسير                                                                                      | 2015م     | |
| 21 | حوارات في التاريخ والسياسة والمجتمع                                                                                    | 2015م     | طبعة ثانية |
| 22 | أبها عاصمة السياحة العربية                                                                                             | 2017م     | بمناسبة فوز مدينة أبها بلقب عاصمة السياحة العربية لعام 2017م. |
| 23 | سيرة حياة الدكتور محمد بن عبدالله اَل زلفة (الجزء الثاني)                                                               | 2017م     | صدر عن داربلاد العرب. |
| 24 | أربع رسائل مهمة متبادلة بين السلطان العثماني عبد الحميد الأول وإمام عمان أحمد بن سعيد في عام 1193هـ / 1779م            | 2017م     | |
| 25 | مذكرات شاب عثماني عن حياته في كل من اليمن والحجاز والشام واستانبول                                                     | 2017م     | |
| 26 | وثائق الدولة السعودية الثانية في الأرشيف العثماني (المجلد الأول)                                                       | 2017      | |
| 27 | وثائق العلاقات السعودية العثمانية في السنوات المبكرة من حكم الملك عبدالعزيز في الأرشيف العثماني (المجلد الثاني)        | 2017      | |
| 28 | سالنامة ولاية الحجاز 1303هـ-1886م                                                                                      | 2017م     | السالنامة تعني التقرير السنوي، وهو تقليد كانت تقوم به الدولة العثمانية بإصدار كتاب سنوي عن كل ولاية من ولاياتها، إضافة إلى السالنامة السنوية الشاملة عن الإمبراطورية العثمانية التي كانت تصدر من حكومة المركز في استانبول، وسالنامة ولاية الحجاز التي صدرت في عام 1303هـ اشتملت على تقرير كامل عن ولاية الحجاز التي تضم مكة المكرمة مقر الولاية وجدة والمدينة المنورة والطائف . |
| 29 | الإمام وابنه الملك | 2019م     | |
| 30 | الشيخ جرمان شيخ باللسمر - حياته السياسية ومشاركته في أحداث عصره في ضوء وثائقه الخاصة                                   | 2019م     | |
| 31 | نحن واليمن والصراع على الحدود                                                                                          | 2020م     | [ 12 ] |

## الترجمات
| م  | الكتاب | المؤلف                               | سنة النشر               |
| -- | --- | ------------------------------------ | ----------------------- |
| 1  | رحلة في بلاد العرب الحملة المصرية على عسير 1249-1834م                                                                  | موريس تاميزيه                        | 1993م                   |
| 2  | رحلة في بلاد العرب - الحجاز                                                                                            | موريس تاميزيه                        | 2001م                   |
| 3  | بلجرف ونقاده: ـصول الجدل ومضامينه                                                                                      | بنجامين برودي                        | 2012م                   |
| 4  | موجز جغرافي لبلاد نجد ( أو وسط الجزيرة العربية)                                                                        | إدم فرانسو جومار                     | 2013م                   |
| 5  | المملكة العربية السعودية قبل الحرب العالمية الثانية (1935م)                                                            | فريق من الخبراء وسلاح الجو البريطاني | 2014م                   |
| 6  | جيوفاني فيناتي حياته ومغامراته في جزيرة العرب 1226هـ - 1811م                                                           | جيوفاني فيناتي                       | 2014م. (تحرير ومراجعة). |
| 7  | مفاوضات الملك عبدالعزيز حول الحدود الشمالية والشمالية الغربية للمملكة العربية السعودية في يوميات وتقارير جيلبرت كليتون | جيلبرت كليتون                        | 2014م                   |
| 8  | الرياض كما رآها فيلبي                                                                                                  | جون فيلبي                            | 2014م                   |
| 9  | حائل في كتاب الرحالة ويليام بلجريف                                                                                     | ويليام بلجريف                        | 2014م                   |
| 10 | مجالس الحكم المحلي في بريطانيا                                                                                         | ج. أ. بيري                           | 2017م                   |
| 11 | الحملة العثمانية على عسير 1288هـ/ 1872م                                                                                | الأمير الاي أحمد راشد باشا           | 2017م                   |

## آراؤه
في حياة آل زلفة الكثير من الخصومات الفكرية التي وقف فيها مدافعاً عن أفكاره وقناعاته، ولعلّ أهمّ تلك القضايا قيادة المرأة السعودية للسيارة، إذ تعرض إبّان عضويته في مجلس الشورى لهجوم ونقد لاذعين بعد دعوته إلى مناقشة هذه القضية تحت قبة المجلس، إذ كان من أوائل المنادين بقيادة المرأة السيارة في السعودية، ورفضت اجتماعياً، وقوبلت آراؤه فيها بهجوم وممانعة ورفض، بل وصلت إلى المصادرة والتهديد.
كان آل زلفة قد رأى في منع المرأة من قيادة السيارة تحجيماً لدورها، وانتقاصاً من حقوقها، بعد أن بدأت كفكرة معه في 2005م، وصادف أن عرضت في مجلس الشورى فكرة تجديد نظام المرور، إضافة إلى قضية السائق الأجنبي والتكاليف التي تنفق عليه، ويبدو أنّ آل زلفة الذي كان وقتها عضواً في المجلس رأى أنّ الوقت مناسب لعمل دراسة تقود إلى تمكين المرأة من قيادة سيارتها، حيث طرحت القضية ووعد بطرح توصية حول الموضوع.